# Albert Decourtray
Albert Florent Augustin Decourtray (9 de abril de 1923 – 16 de setembro de 1994) foi prelado católico francês e arcebispo de Lyon.

## Biografia

### Juventude
Decourtray nasceu no povoado de L'Amiteuse, perto de Lila, França. Ele entrou no seminário menor de Haubourdin em outubro de 1940, e depois no Seminário Maior de Lila em 1941. Foi ordenado sacerdote em 29 de junho de 1947, e concluiu os seus estudos na Faculdades Católicas de Lila em 1948. Em seguida, ele foi para Roma, onde ingressou na Pontifícia Universidade Gregoriana para um doutorado em teologia, o qual ele alcançou em 1951, com sua tese sobre Nicolas Malebranche. Enquanto em Roma, foi também capelão da Igreja de São Luís dos Franceses.

### Carreira
Depois de sua ordenação e da conclusão de seus estudos, de 1952, até 1966, Decourtray serviu como professor da Sagrada Escritura no Seminário Maior de Lille. Ele também foi responsável pela formação de jovens sacerdotes da Diocese de Lille em 1958. Atuou como vigário-geral da diocese em 1966.
Foi nomeado como bispo titular de Ippona Zárito e bispo-auxiliar de Dijon pelo Papa Paulo VI em 27 de maio de 1971. Ascendeu a bispo diocesano de Dijon em 1974. Foi promovido à Sé Metropolitana de Lião em 29 de outubro de 1981. Foi eleito vice-presidente da Conferência Episcopal da França, servindo de 1981 até 1987, quando foi se tornou presidente, servindo até 1990.
Decourtray foi criado cardeal-presbítero de Ss. Trindade no Monte Pincio em 25 de maio de 1985, pelo Papa João Paulo II. Foi membro  do Conselho de Cardeais para o Estudo dos Problemas Organizacionais e Econômicos da Santa Sé a partir de 1986. No mesmo ano, foi nomeado oficial da Legião de Honra. Ele renunciou à prelazia em 1 de outubro de 1988. Em 17 de novembro de 1987, foi eleito presidente do Conselho das Igrejas Cristãs da França, para o período de um ano. Recebeu o seu primeiro prêmio dos Droits de l'Homme em 1988. Eleito membro da Académie Française em 1 de junho de 1993.

### Vida pessoal
Decourtray tinha um irmão, Eliane, que morreu aos 17 anos, e duas irmãs, Paule e Blanche, que morreram ambas em tenra idade. O próprio Decourtray morreu aos 71 anos de idade, em 1994.